# 加萊羅山

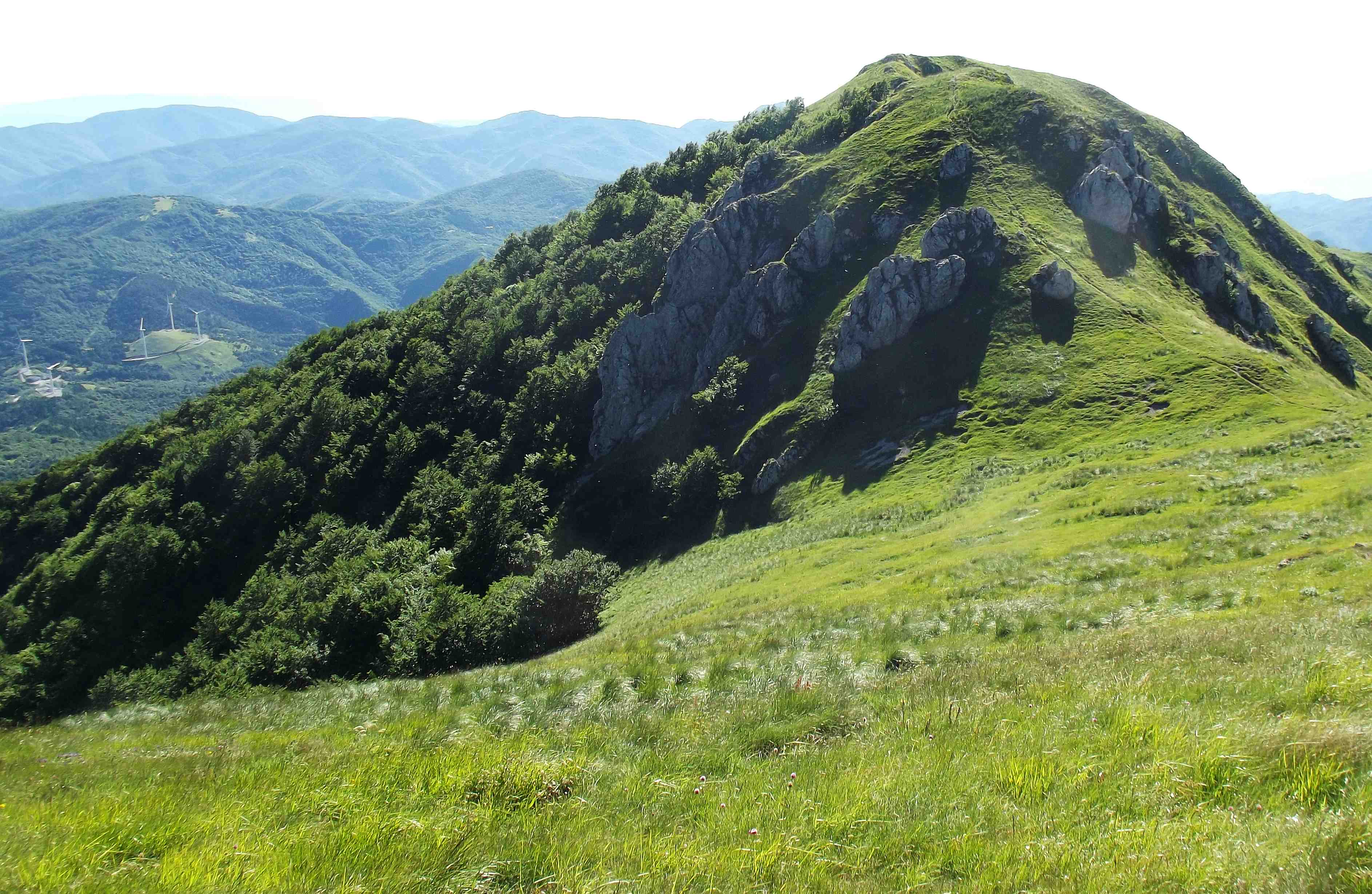

44°09′22″N 8°00′55″E / 44.15611°N 8.01528°E
加萊羅山（義大利語：Monte Galero），是意大利的山峰，位於該國西北部，由利古里亞大區和皮埃蒙特大區負責管轄，屬於利古里亞阿爾卑斯山脈的一部分，海拔高度1,708米，每年平均降雨量1,269毫米。